# Leptotyphlops conjunctus
Leptotyphlops conjunctus – gatunek węża z rodziny węży nitkowatych (Leptotyphlopidae).
Gatunek ten osiąga długość do 17,5 cm. Ciało w kolorze brązowo-czarnym.
Obecnie gatunek ten uznawany jest za monotypowy. Trzy taksony klasyfikowane dawniej jako jego podgatunki zyskały rangę odrębnych gatunków: Leptotyphlops incognitus, Leptotyphlops latirostris i Leptotyphlops lepezi.
Samice składają 3 do 4 bardzo małych jaj. Młode węże po wykluciu się mierzą 5 do 7 cm.
Występuje na sawannach Afryki Południowej na terenie RPA, Lesotho i Eswatini.